# Rato silvestre
O rato-silvestre ou rato-camponês (Microtus arvalis) é um roedor da família Cricetidae, com uma distribuição que cobre grande parte da Eurásia.
A sua dieta consiste essencialmente em erva, mas também se pode alimentar de diversas culturas agrícolas, mas também pode alimentar-se de simples vegetais e plantas que crescem no meio silvestre.